# Opegrapha demutata
Opegrapha demutata är en lavart som beskrevs av Nyl. Opegrapha demutata ingår i släktet Opegrapha och familjen Roccellaceae.   Inga underarter finns listade i Catalogue of Life.